# Mémorial terre-neuvien de Masnières
Le Mémorial terre-neuvien de Masnières est un monument situé à Masnières (Nord) qui commémore les actions du Royal Newfoundland Regiment au cours de la Première Guerre mondiale lors de la bataille de Cambrai (1917) du 20 novembre au 2 décembre 1917.

## Localisation
Le mémorial est situé sur les hauteurs de la ville, à la sortie nord en direction de Cambrai.

## Historique
Le rôle du 1er Régiment terre-neuve était de suivre les chars britanniques dans leur avancée et d'aider à capturer la ville de Masnières. Après plusieurs jours de combats durant lesquelles 110 Terre-Neuviens perdirent la vie, les britanniques furent contraints de reculer.
En novembre 1917, le roi Georges V rendit hommage au régiment avec un nouveau titre en le renommant Royal Newfoundland Regiment.

## Caractéristiques
Le mémorial est l'un des six monuments érigés par le gouvernement de Terre-Neuve à la suite de la Première Guerre mondiale. Cinq ont été érigés en France et en Belgique et le sixième au Bowring Park à St. John's, Terre-Neuve, Canada. Les monuments commémoratifs sont tous identiques et représentent un caribou de bronze, emblème du Royal Newfoundland Regiment, perché sur un cairn de granit de Terre-Neuve. Les monticules sont également entourés de plantes indigènes de Terre-Neuve.
Le mémorial de Masnières est situé du côté ouest de la route D 644, à l’extrémité nord de la ville de Masnières. Le caribou est entouré d'un petit parc, à peu près en forme de parallélogramme ; à la base du cairn se trouve un jardin circulaire et, autour de celui-ci, un gazon avec plusieurs érables à certains endroits autour des trois côtés de la route.

## Galerie

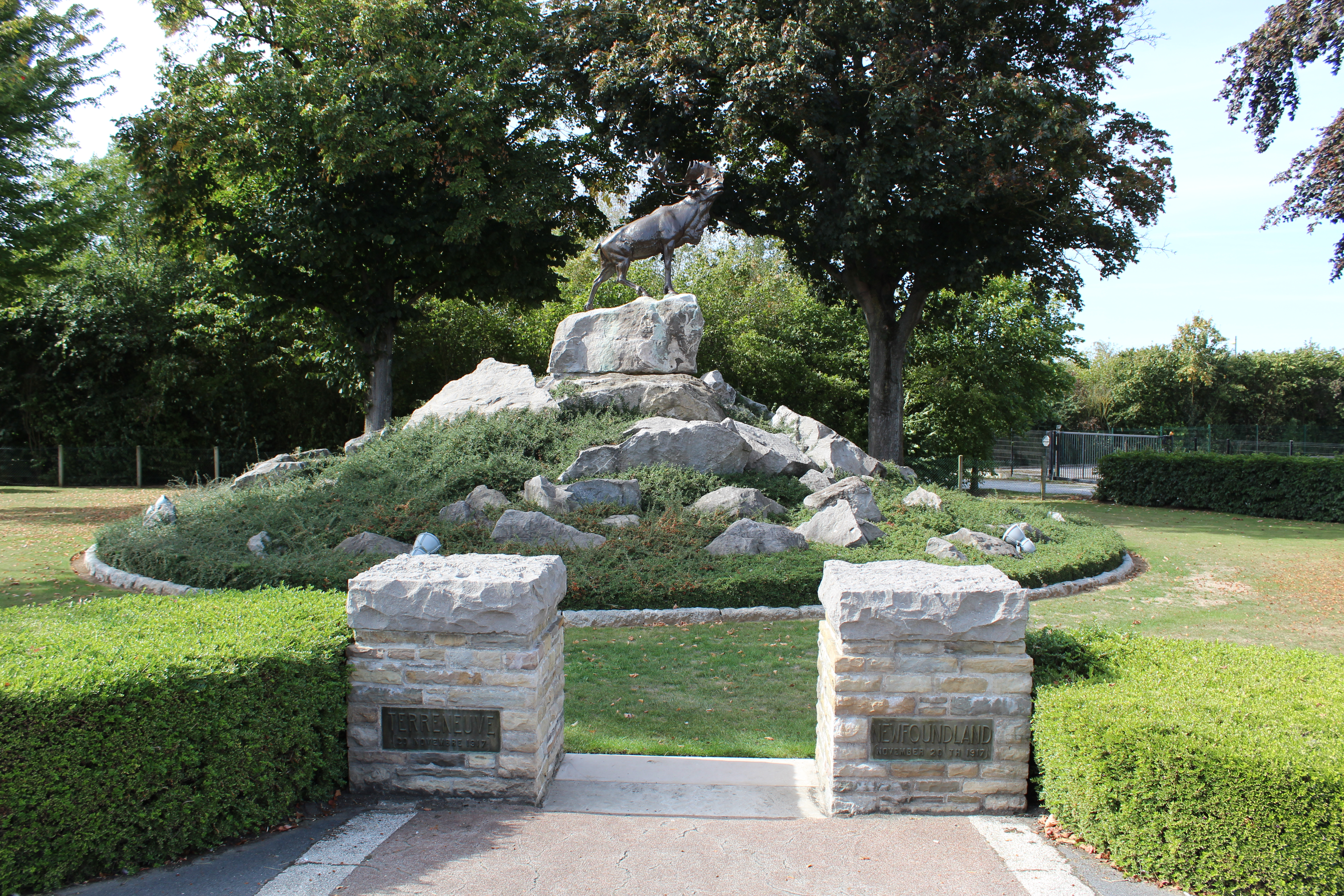
" In memory of the officers and men of the 12th (Eastern) Division who fell in the Great War for King and Country"
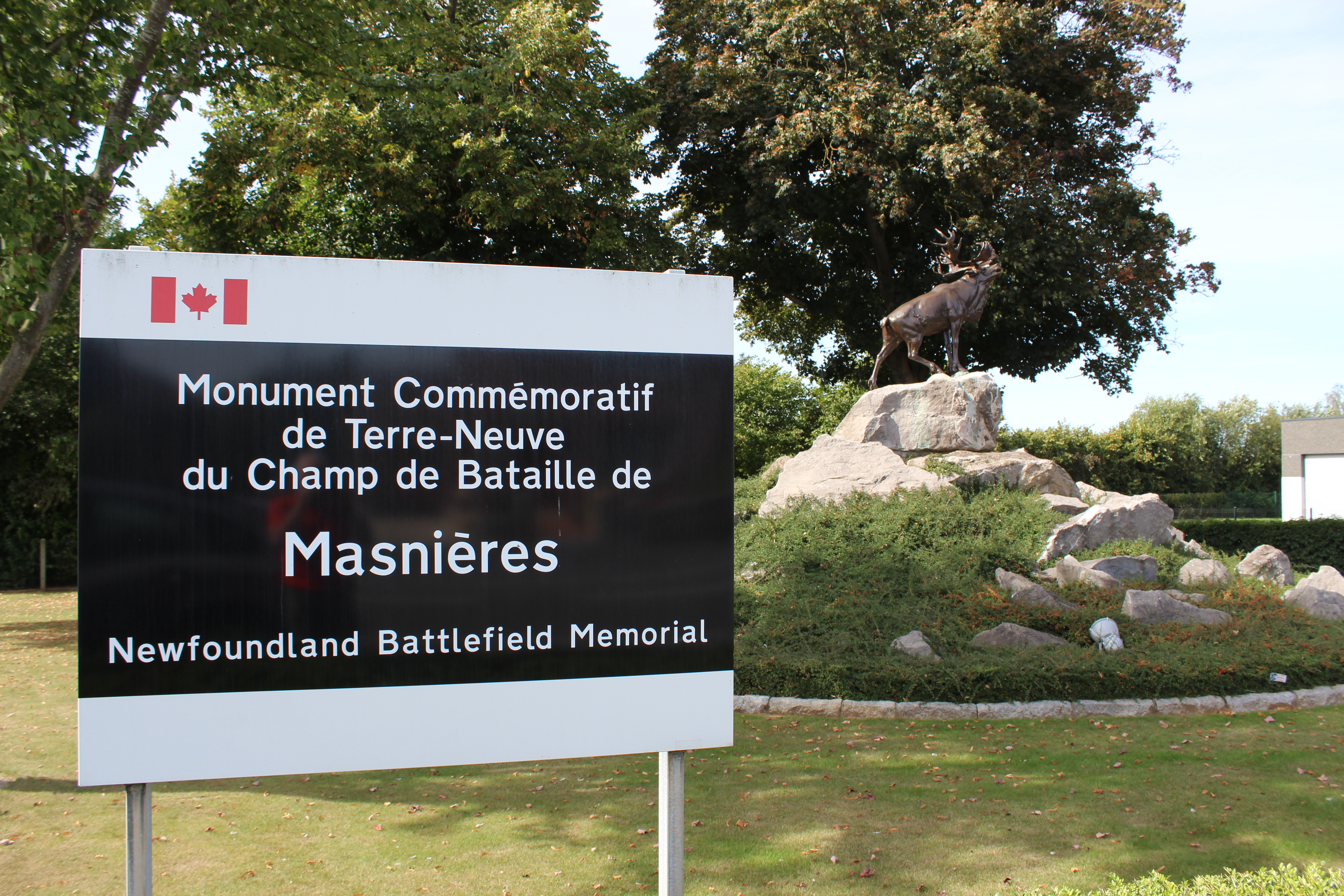
Inscription:"Accorde-leur, Ô Seigneur, le repos éternel".
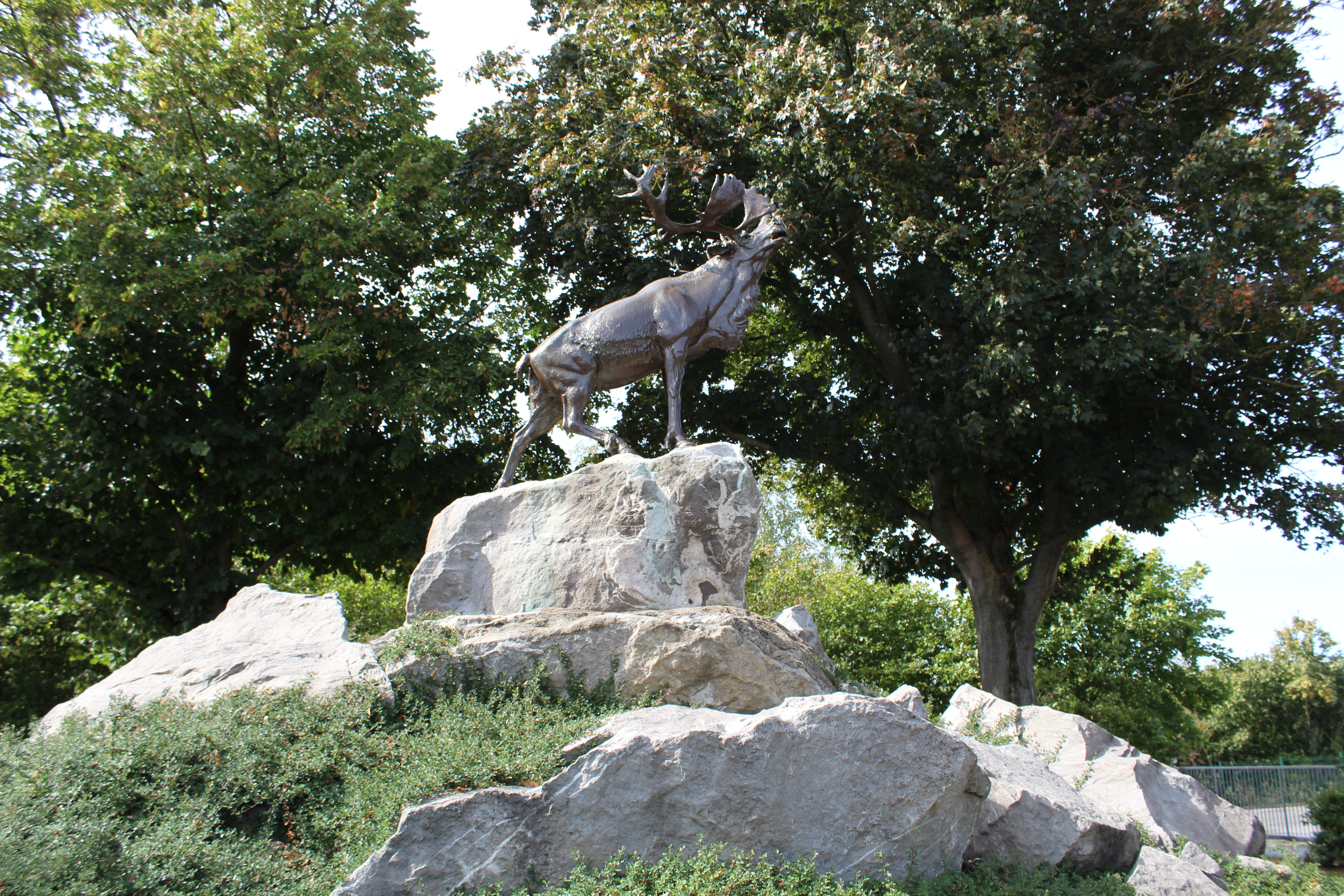
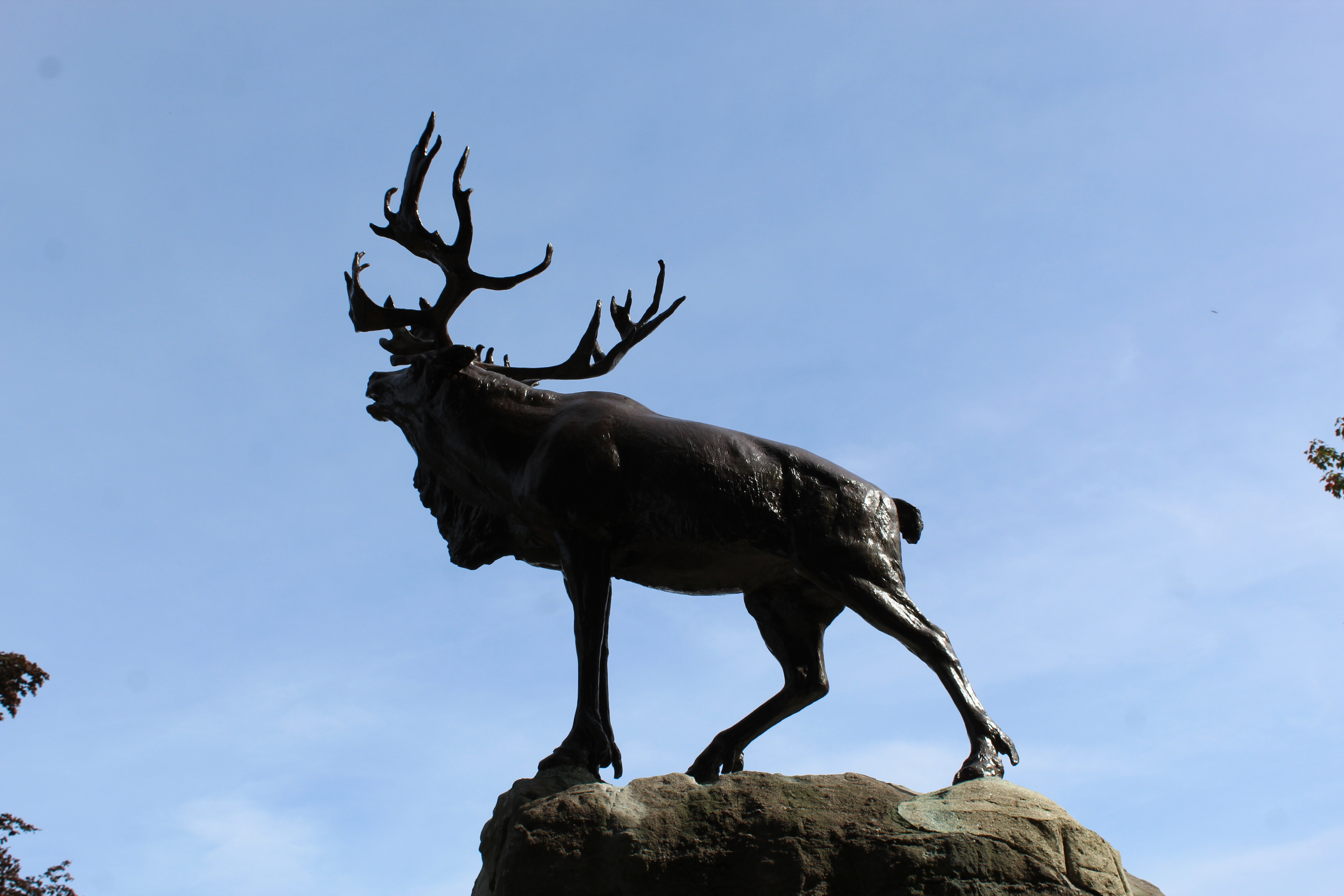